# Episodi di Delitti ai Tropici (terza stagione)
La terza stagione della serie televisiva Delitti ai Tropici, composta da 8 episodi, è stata trasmessa dal 30 settembre all'11 novembre 2022 su France 2.
In Italia è andata in onda su Sky Investigation dal 3 al 24 ottobre 2023.
| nº | Titolo originale    | Titolo italiano              | Prima TV Francia  | Prima TV Italia |
| -- | ------------------- | ---------------------------- | ----------------- | --------------- |
| 1  | Case-Pilote         | Un caso in alto mare         | 30 settembre 2022 | 3 ottobre 2023  |
| 2  | Les Trois-Îlets     | La fine del processo Barnabé | 7 ottobre 2022    | 3 ottobre 2023  |
| 3  | Gros Raisins        | Mister Martinica             | 14 ottobre 2022   | 10 ottobre 2023 |
| 4  | La Trinité          | Allucinazioni                | 21 ottobre 2022   | 10 ottobre 2023 |
| 5  | Chateauboeuf        | La rapina                    | 28 ottobre 2022   | 17 ottobre 2023 |
| 6  | Ducos               | La maledizione del Dorlis    | 4 novembre 2022   | 17 ottobre 2023 |
| 7  | La Baie des Anglais | Un segreto militare          | 11 novembre 2022  | 24 ottobre 2023 |
| 8  | Sainte Anne         | Padri e figli                | 11 novembre 2022  | 24 ottobre 2023 |

## Un caso in alto mare
- Titolo originale: Case-Pilote
- Diretto da:
- Scritto da:

## La fine del processo Barnabé
- Titolo originale: Les Trois-Îlets
- Diretto da:
- Scritto da:

## Mister Martinica
- Titolo originale: Gros Raisins
- Diretto da:
- Scritto da:

## Allucinazioni
- Titolo originale: La Trinité
- Diretto da:
- Scritto da:

## La rapina
- Titolo originale: Chateauboeuf
- Diretto da:
- Scritto da:

## La maledizione del Dorlis
- Titolo originale: Ducos
- Diretto da:
- Scritto da:

## Un segreto militare
- Titolo originale: La Baie des Anglais
- Diretto da:
- Scritto da:

## Padri e figli
- Titolo originale: Sainte Anne
- Diretto da:
- Scritto da: